# WTT Feeder 2024
Die WTT-Feeder-Turniere des ITTF fanden 2024 in ihrer 4. Austragung statt, organisiert durch World Table Tennis. Sie begannen am 15. Januar mit dem WTT Feeder Corpus Christi und endeten am 27. November mit dem WTT Feeder Vila Nova de Gaia.

## Turniere
| Nr. | Turnier                      | Ort               | Datum         | Gewinner Männer       | Gewinner Männer                            | Gewinnerinnen Frauen | Gewinnerinnen Frauen              | GewinnerInnen Mixed                      | Preis- geld | [ 1 ]  |
| Nr. | Turnier                      | Ort               | Datum         | Einzel                | Doppel                                     | Einzel               | Doppel                            | GewinnerInnen Mixed                      | Preis- geld | [ 1 ]  |
| --- | ---------------------------- | ----------------- | ------------- | --------------------- | ------------------------------------------ | -------------------- | --------------------------------- | ---------------------------------------- | ----------- | ------ |
| 1   | WTT Feeder Corpus Christi    | Corpus Christi    | 15.1.–18.1.   | Kirill Gerassimenko   | Gustavo Gómez Nicolas Burgos               | Sreeja Akula         | Zhen Deng Jiaqi Lin               | Niagol Stoyanov Giorgia Piccolin         | $ 22.500    | [ 2 ]  |
| 2   | WTT Feeder Manchester        | Manchester        | 1.2.–4.2.     | Cho Daeseong          | Martin Allegro Florent Lambiet             | Lily Zhang           | Barbora Balážová Hana Matelová    | Nándor Ecseki Dóra Madarász              | $ 22.500    | [ 3 ]  |
| 3   | WTT Feeder Beirut            | Beirut            | 19.3.–21.3.   | Sathiyan Gnanasekaran | Jorge Campos Andy Pereira                  | Ni Xialian           | Zhu Chengzhu Doo Hoi Kem          | Manush Utpalbhai Shah Diya Parag Chitale | $ 22.500    | [ 4 ]  |
| 4   | WTT Feeder Beirut II         | Beirut            | 22.3.–24.3.   | Chuang Chih-Yuan      | Manav Vikash Thakkar Manush Utpalbhai Shah | Sreeja Akula         | Zhu Chengzhu Doo Hoi Kem          | Akash Pal Poymantee Baisya               | $ 22.500    | [ 5 ]  |
| 5   | WTT Feeder Otočec            | Otočec            | 26.3.–1.4.    | Cho Daeseong          | Kim Minhyeok Park Gang-hyeon               | Park Gahyeon         | Kim Hayeong Lee Eunhye            | Álvaro Robles María Xiao                 | $ 22.500    | [ 6 ]  |
| 6   | WTT Feeder Varaždin          | Varaždin          | 2.4.–7.4.     | Wong Chun Ting        | Florian Bourrassaud Esteban Dorr           | Satsuki Ōdō          | Satsuki Ōdō Sakura Yokoi          | Kristian Karlsson Christina Källberg     | $ 22.500    | [ 7 ]  |
| 7   | WTT Feeder Düsseldorf        | Düsseldorf        | 8.4.–12.4.    | Kanak Jha             | Jakub Dyjas Cedric Nuytinck                | Satsuki Ōdō          | Zhu Chengzhu Lee Ho Ching         | Quek Izaac Zhou Jingyi                   | $ 22.500    | [ 8 ]  |
| 8   | WTT Feeder Havířov           | Havířov           | 14.4.–17.4.   | Maharu Yoshimura      | Park Gyuhyeon Oh Junsung                   | Lee Eunhye           | Lee Daeun Choi Hyo-joo            | Park Gyuhyeon Yoon Hyobin                | $ 22.500    | [ 9 ]  |
| 9   | WTT Feeder Kappadokien       | Kappadokien       | 13.5.–17.5.   | Yuta Tanaka           | Feng Yi-Hsin Huang Yan-Cheng               | Satsuki Ōdō          | Honoka Hashimoto Hitomi Satō      | Akash Pal Poymantee Baisya               | $ 22.500    | [ 10 ] |
| 10  | WTT Feeder Olmütz            | Olmütz            | 21.8.–25.8.   | Xiang Peng            | Yuan Licen Xiang Peng                      | Honoka Hashimoto     | Honoka Hashimoto Hitomi Satō      | Ľubomír Pištej Tatiana Kukulkova         | $ 40.000    | [ 11 ] |
| 11  | WTT Feeder Maskat            | Maskat            | 29.8.–1.9.    | Xue Fei               | Joé Seyfried Bastien Rembert               | Sakura Yokoi         | Xu Yi Fan Shuhan                  | Xue Fei Wang Xiaotong                    | $ 22.500    | [ 12 ] |
| 12  | WTT Feeder Panagjurischte    | Panagjurischte    | 11.9.–15.9.   | Anders Lind           | Sun Wen Xu Haidong                         | Satsuki Ōdō          | Honoka Hashimoto Hitomi Satō      | Xue Fei Han Feier                        | $ 40.000    | [ 13 ] |
| 13  | WTT Feeder Halmstad          | Halmstad          | 16.9.–21.9.   | Xue Fei               | Xu Haidong Sun Wen                         | Wang Xiaotong        | Wang Xiaotong Han Feier           | Huang Youzheng Zong Geman                | $ 22.500    | [ 14 ] |
| 14  | WTT Feeder Doha              | Doha              | 3.10.–6.10.   | Chang Yu-an           | Chen Junsong Sun Yang                      | Hitomi Satō          | Anne Uesawa Yuna Ojio             | Chen Junsong Wang Xiaonan                | $ 22.500    | [ 15 ] |
| 15  | WTT Feeder Cagliari          | Cagliari          | 22.10.–27.10. | Yūto Muramatsu        | Martin Allegro Adrien Rassenfosse          | Zhu Yuling           | Yashaswini Ghorpade Krittwika Roy | John Oyebode Gaia Monfardini             | $ 22.500    | [ 16 ] |
| 16  | WTT Feeder Pristina          | Pristina          | 30.10.–1.11.  | Tomislav Pucar        | Gil Minseok Kwak Yu Bin                    | Sakura Yokoi         | Sakura Yokoi Sashi Aoki           | Ivor Ban Hana Arapovic                   | $ 22.500    | [ 17 ] |
| 17  | WTT Feeder Caracas           | Caracas           | 31.10.–3.11.  | Harmeet Desai         | Andy Pereira Jorge Campos                  | Xu Jiayi             | Zhu Ziyu Xu Jiayi                 | Harmeet Desai Krittwika Roy              | $ 22.500    | [ 18 ] |
| 18  | WTT Feeder Düsseldorf II     | Düsseldorf        | 18.11.–22.11. | Chen Yuanyu           | Kazuki Hamada Jo Yokotani                  | Chen Yi              | Kuai Man Chen Yi                  | Xue Fei Kuai Man                         | $ 22.500    | [ 19 ] |
| 19  | WTT Feeder Vila Nova de Gaia | Vila Nova de Gaia | 23.11.–27.11. | Zhou Qihao            | Zhou Qihao Xue Fei                         | Kyoka Idesawa        | Chen Yi Han Feier                 | Xue Fei Han Feier                        | $ 22.500    | [ 20 ] |